# Cassida leucanthemi
Cassida leucanthemi es un coleóptero de la familia Chrysomelidae.
Fue descrita científicamente en 1995 por Bordy.